# Willie Smit
Willem Jacobus „Willie“ Smit (* 29. Dezember 1992 in Nelspruit) ist ein südafrikanischer Radrennfahrer.

## Sportliche Laufbahn
2013 wurde Willie Smit Vize-Afrikameister. In den folgenden Jahren konnte er zahlreiche Siege bei heimischen Rennen in Afrika erringen, so etwa Etappen der Panorama Tour, Etappen und Gesamtwertung der Clover Tour und der Tour of Mauritius. 2017 errang er den Titel des Afrikameisters im Straßenrennen, im Einzelzeitfahren belegte er Platz vier.
2019 debütiert er durch die Teilnahme an der Vuelta Espana erstmals in einer Landesrundfahrt der Grand Tour.
Smit studiert neben dem Radsport Jura.

## Erfolge
2013
- Afrikameisterschaft – Einzelzeitfahren

2017
- Afrikameister – Straßenrennen
- Gesamtwertung, eine Etappe und Punktewertung Tour Meles Zenawi for Green Development
- Einzelwertung UCI Africa Tour 2017

2023
- Alanya Cup

## Grand-Tour-Platzierungen
| Grand Tour            | 2019 | 2020 | 2021 | 2022 | 2023 |
| --------------------- | ---- | ---- | ---- | ---- | ---- |
| Giro d’ItaliaGiro     | –    | –    | –    | –    | –    |
| Tour de FranceTour    | –    | –    | –    | –    | –    |
| Vuelta a EspañaVuelta | 118  | 73   | –    | –    | –    |